# 風穴國家公園

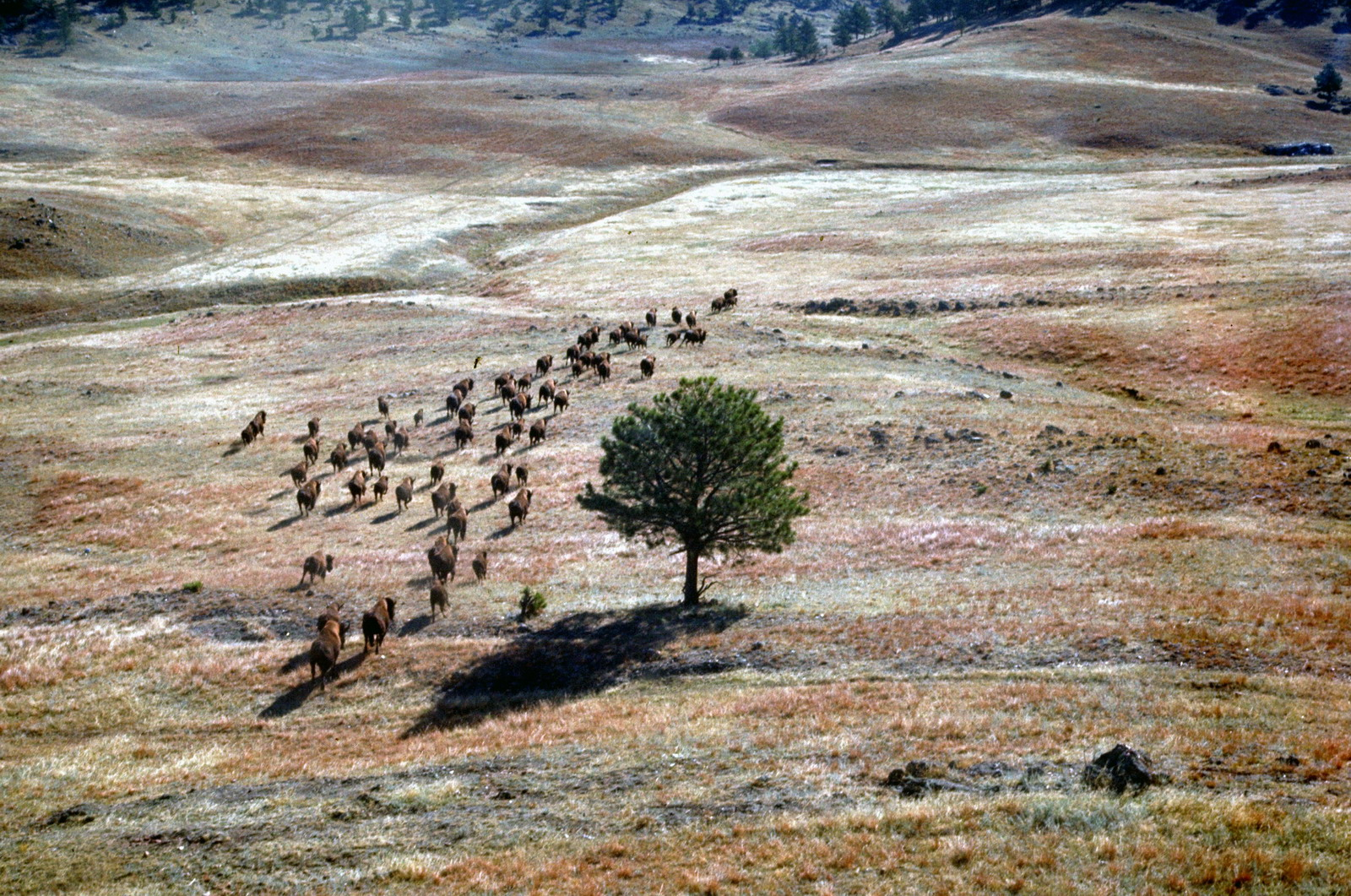
美洲野牛在大草原

風穴國家公園，位於美國南達科他州的國家公園，一直被印地安人視為聖地的巨大地下洞穴。
1903年由總統西奧多·羅斯福簽暑成立，為第七個美國國家公園，同時也是世界上第一個為保護洞穴而成立的國家公園。總計長度219.76公里，風洞是目前已知第五長的洞窟，而且每年還有更多新發現的地下系統繼續被測量中。風洞國家公園的特色也不僅止於地底下，因為在地表上風洞同時保存了一部分的北美大草原。在這片草原生態中，常見的動物包括美洲野牛及叉角羚。

## 外部連結
- 攝影旅者：風穴國家公園 （页面存档备份，存于）